# Zemsta po latach
Zemsta po latach – kanadyjski horror wyreżyserowany w 1980 roku przez Petera Medaka.
Większość scen została nakręcona w okolicach Vancouveru i Victorii w stane Kolumbia Brytyjska, choć akcja filmu rozgrywa się w Seattle. Obraz otrzymał pozytywne recenzje i był sukcesem kasowym. Został też nagrodzony ośmioma nagrodami Genie, m.in. w kategorii „najlepszy film”.

## Fabuła
Kompozytor John Russell traci w wypadku samochodowym żonę i córkę. Chcąc zapomnieć o tragedii przeprowadza się do opuszczonego od ponad dwunastu lat starego, wielkiego domu gdzieś na odludziu. Pewnego dnia budzi go głośne dudnienie; początkowo myśli że to wina pękniętej i bardzo starej kanalizacji, jednak z czasem w domu zaczynają się dziać inne dziwne rzeczy. Russell wpada na trop mrocznej zagadki sprzed 70 lat. Okazuje się, że pewien chłopiec – mieszkaniec tego domu – otrzymał spory spadek. Jego ojciec utopił go w wannie, na strychu tego domu, jako że chłopiec, ze względu na swoje kalectwo, nie żyłby wystarczająco długo by odziedziczyć po nim wielki spadek. Ojciec podstawił obcego chłopca z sierocińca jako swojego syna, aby spadek dostał się jemu.
Teraz duch zamordowanego dziecka powrócił by się zemścić. Kompozytor odnajduje i konfrontuje chłopca, który przejął spadek, a który obecnie jest 83-letnim senatorem i opływa w dostatki. Ten początkowo nie wierzy mu, jednak z czasem duch daje mu znać o swojej obecności. Senator ma wizję tego co się stało przed laty, po czym umiera na atak serca.

## Obsada
- George C. Scott – John Russell
- Jean Marsh – Joanna Russell
- Michelle Martin – Kathy Russell
- Trish Van Devere – Claire Norman
- John Colicos – kapitan De Witt
- Melvyn Douglas – senator Joseph „Joe” Carmichael
- Barry Morse – parapsycholog
- Madeleine Sherwood – pani Norman
- Helen Burns – Leah Harmon
- Frances Hyland – Elizabeth Grey
- Roberta Maxwell – Eva Lingstrom
- Bernard Behrens – prof. Robert Lingstrom
- Sera Johnstone – Sarah Lingstrom
- Adam Earle – Adam Lingstrom
- Eric Christmas – Albert Harmon
- Antonia Rey – Estancia
- Ruth Springford – Minnie Huxley
- Voldi Way – Joseph Carmichael
- James B. Douglas – Eugene Carmichael
- Terence Kelly – sierżant Durban
- Randolph Blankinsh – pilot
- Travis Major – pilot
- Robert Monroe – pracownik archiwum
- C. M. Campel – pan Tuttle
- Janne Mortil – Linda Grey
- Paul Rothery – Terry Grey
- Sammy Smith – portier
- Fred Latremouille – ochroniarz lotniska
- Wayne McLaughlin – członek orkiestry (niewymieniony w czołówce)
- Hagan Beggs – koroner
- Anna Hagan – sekretarka
- J. Kenneth Campbell – strażnik
- Bruce MacLeod – strażnik
- Nicki Steida – student muzyki
- Carl Boychuk – student muzyki
- Bryan King – student muzyki
- Susan Round – studentka muzyki